# Tigre nella cultura di massa

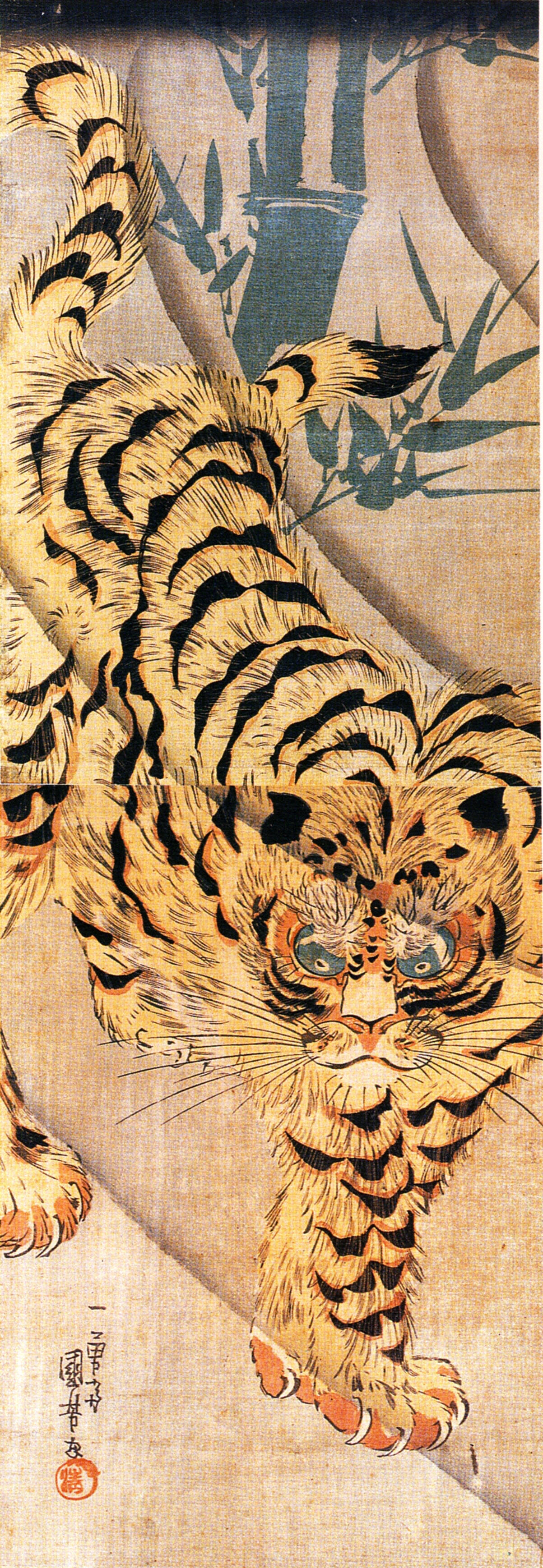
Dipinto di una tigre di Utagawa Kuniyoshi

La tigre è da sempre presente nelle raffigurazioni culturali umane. In quanto più grande felino al mondo, essa rivaleggia con il leone per il ruolo di "re degli animali" o "re della giungla". Simbolo di potere e regalità in India e Cina, la tigre è presente nella letteratura, nella pittura e nella scultura, così come nel cinema e nei fumetti.

## Storia della tigre e dell'uomo
Essendo stata per molto tempo diffusa in quasi tutta l'Asia, la tigre ha trovato immediatamente posto nel folklore e nella cultura dei vari popoli del continente più vasto. In passato, i conflitti tra uomini e tigri non erano diffusi come lo sono diventati in seguito all'espansione demografica dell'uomo moderno per cui la tigre non è sempre stata vista come un animale nocivo o aggressivo. Per molto tempo, è stata vista dagli autoctoni come un animale sacro da ammirare e venerare.
La Corea, in particolare la Corea del Sud, venerava la tigre come un dio, il signore delle montagne, e si riteneva che fosse uno spirito benigno che proteggesse gli uomini dai demoni. Secondo i loro racconti, la tigre diventava bianca una volta sconfitti i mali e i peccati del mondo. Pur essendo di natura generosa, la tigre andava in collera quando i potenti e i nobili agivano per malvagità e scatenava la sua ira su di loro. Perciò si diceva che i potenti diventassero umili e i ricchi generosi quando appariva una tigre bianca. Un famoso mito coreano concernente la tigre è la storia di Dangun, leggendario fondatore del primo regno: la leggenda narra che una tigre e un'orsa desiderassero diventare umani. L'orsa ci riuscì nutrendosi solo di vegetazione per 100 giorni, ma la tigre non poteva sfamarsi di erba e fallì. L'orsa, divenuta una donna, avrebbe partorito lo stesso Dangun, mentre la tigre giurò di difendere il bambino e i suoi discendenti per le generazioni a venire. Per i coreani, la tigre rappresenta il primo mese del calendario lunare. Infine, è anche un guardiano dei morti e la sua immagine viene dipinta sulle tombe dei defunti.
Quest'ultima caratteristica è stata ereditata dalla Cina che ha immaginato anch'essa la tigre come il dio dell'oltretomba e il custode dei morti, per cui è d'usanza deporre statuette raffiguranti tigri nei mausolei dei nobili poiché si ritiene che la tigre vegli sul loro eterno riposo. In tutta la storia cinese, la tigre ha stimolato la sensazione di stupore e di ammirazione: la sua forza, la sua ferocia, la sua bellezza e l'armonia degli opposti. La tigre è piena di vita e incarna lo spirito per raggiungere e fare progressi. È il re degli animali e le strisce sulla sua fronte hanno ispirato la forma del kanji 王 che significa re e viene usato per indicare gli imperatori e gli dei (l'animale viene infatti anche definito Imperatore degli animali). Nella mitologia cinese, Byakko, la tigre bianca, è uno dei quattro animali cardinali che proteggono il mondo, precisamente il Guardiano dell'Ovest che rappresenta l'autunno ed è sia il più giovane che il più forte dei quattro guardiani. Quando un imperatore regna con assoluta giustizia, allora appare una tigre bianca come segno di benedizione divina. In Cina, la parola tigre è usata frequentemente come complimento: un abile generale è chiamato "generale tigre" e un valoroso guerriero "soldato tigre". Caishen, il dio della ricchezza, è detto avere per destriero una tigre nera dalle strisce d'oro. La tigre dà anche il nome a uno dei principali stili di lotta kung fu (del quale esiste una variante detta "stile della tigre nera") ed è uno dei nove dei venerati nel Festival dell'Anno Nuovo. È d'usanza dipingere gli abiti o le scarpe di un colore giallo striato che ricordi la tigre per proteggersi dagli spiriti maligni e dalla sventura. Nella religione daoista, la tigre è il destriero di Zhang Daoling, il re degli dei, e una leggenda parla di due fratelli che salvarono gli uomini dai demoni dandoli in pasto alle tigri.
Una leggenda cinese narra di una giovane tigre che uccise e mangiò un ragazzo recatosi nei boschi. Poiché la madre del ragazzo non aveva nessun altro al mondo essa implorò il mandarino perché l'assassino di suo figlio fosse giudicato. Dapprima il mandarino ritenette una pazzia processare un animale ma, impietosito dalle suppliche della donna, si lasciò convincere. La tigre, una volta trovata, e una volta udita l'accusa, non oppose alcuna resistenza anzi si lasciò catturare. Il giudice offrì alla tigre di riparare al suo torto prendendo il posto del figlio deceduto e assistendo la donna anziana in ogni modo. La tigre cominciò a portarle cibo, denaro, tutto quello di cui aveva bisogno. E la donna cominciò ad amare la tigre come un nuovo figlio. Alla morte della donna, la tigre fu ricompensata per i suoi servigi e il suo amore venendo accolta nel paradiso dell'ovest.
Per la cultura Nāga, tigri e uomini sono fratelli: al principio dei tempi, vi erano tre fratelli: l'uomo, la tigre e lo spirito. Lo spirito aveva poteri divini, la tigre forza e agilità e l'uomo l'intelligenza. Dopo la morte della loro madre, i tre fratelli cominciarono a discutere su come spartirsi il possesso del mondo. Lo spirito, essendo il più grande, si comportò come un saggio fratello maggiore e si ritirò dalla competizione lasciando che fossero i suoi fratelli a spartirsi la Terra. La tigre e l'uomo decisero di risolvere la questione con una gara di corsa: chi avesse raggiunto per primo una canna di bamboo all'estremità del percorso avrebbe ottenuto il dominio della terra mentre il perdente sarebbe andato a vivere nella foresta. L'uomo non poteva competere con la velocità della tigre ma era astuto: colpì il palo con una freccia e lo spezzò. Così quando la tigre arrivò per prima e vide il palo spezzato credette di essere stata preceduta e, accettando la sconfitta, andò a vivere nella foresta. Ma lo spirito era furioso con l'uomo per aver barato e perciò strappò all'uomo i suoi occhi originali e li rimpiazzò con occhi da capra per impedire all'uomo di vedere ancora lo spirito. L'uomo ottenne quello che voleva ma, pentitosi del suo gesto, sentiva terribilmente la mancanza dei suoi fratelli con i quali non poteva più vivere. Allora inventò rituali e cerimonie per riappacificarsi con la tigre e lo spirito e riavvicinarsi a loro: così nacque la cultura Naga.
I tibetani credevano, similmente, che la tigre fosse uno spirito benigno e che gli eroi e i guerrieri più forti fossero guidati dallo spirito della tigre perciò vestivano in modo simile (con abiti striati) nel tentativo di invocarne la forza e l'abilità. Come per i cinesi e gli indiani, anche loro immaginavano le divinità a cavallo di tigri ed il suo spirito era invocato dai guaritori per curare i feriti e gli ammalati.. In Sudan ha origine il popolo dei Tigrè che prende il nome dal felino così come l'omonima lingua.
In molte zone dell'Asia, è diffusa la leggenda, meno benevola, della tigre mannara, di uomini e stregoni malvagi che ricorrono ai loro poteri per trasformarsi in tigri e seminare il terrore. In Indonesia, tuttavia, si parla della Harimau jadian, un particolare tipo di tigre mannara che non è maligna anzi è benevola e protegge le piantagioni e i villaggi. La tigre di Giava, secondo gli autoctoni, era il guardiano dell'Albero della Vita.
In Vietnam, si crede che le tigri portino con sé gli spiriti degli antenati per cui se una tigre uccide un uomo significa che lo spirito che trasporta era in collera con tale persona per qualcosa che gli ha fatto nella vita passata. Il capitano Henry Bandesson, che ha viaggiato in Annam (oggi Vietnam) a cavallo del 20 ° secolo, ha raccontato un caso in cui una donna è stata uccisa da una tigre che gli abitanti del villaggio hanno ritenuto portare lo spirito di suo marito poiché questi era stato tradito e ucciso dalla donna. Per tale ragione, per moltissimo tempo, il folklore locale proibiva l'uccisione delle tigri, anche quelle mangiatrici di uomini.
La mitologia indiana è piena di tigri: la tigre combatte i draghi, porta la pioggia nel tempo della siccità, porta i bambini alle madri senza figli e poi tiene questi bambini al sicuro dagli incubi e ha la capacità di guarire. L'adorazione della tigre continua ancora oggi: Vaghadeva, il dio tigre, è onorato come guardiano della foresta, propiziato con offerte di fiori e incenso collocato su semplici santuari di roccia. Nell'India Centrale, i Baigas, o il Clan della Tigre, considerano se stessi i discendenti del grande felino. A nord di Mumbai, la tribù di Warli eroga statue di tigre in legno per l'uso nei riti di fertilità: alla data del raccolto, li decorano con immagini di serpenti intrecciati, alberi, luna, stelle e sole e donano parte del raccolto dell'anno alla tigre come simbolo della vita e della rigenerazione.
In Giappone, la tigre, pur rappresentando un animale non indigeno, è entrata rapidamente nella tradizione e nell'immaginario locale. La sua figura è quasi onnipresente nell'arte del Sol Levante sebbene la tigre giapponese, al pari del leone cinese, sia famosa per non assomigliare molto all'animale reale. Gli artisti, infatti, non avendo mai visto una tigre vera ma basandosi inizialmente solo sui racconti dei cinesi e dei coreani loro vicini la dipingevano immaginandola come un enorme gatto quindi non attribuendole quei tratti e quei caratteri unici della specie. Un'evidenza di tale errore è negli occhi: in tali dipinti, alle tigri sono attribuiti occhi come quelli dei gatti.
Gli antichi greci conoscevano la tigre dalle storie raccontate dai persiani ma, non avendone mai vista una, la dipingevano come un animale mitico che chiamavano manticora e che descrivevano dal corpo di leone e dalla coda di scorpione. In seguito, comunque, esploratori o commercianti greci che viaggiarono in Persia (dove all'epoca era molto diffusa la tigre del Caspio) ebbero modo di vedere l'animale vero e rendersi conto delle differenze. Pausania il Periegeta fu il primo a descrivere nel suo libro "Descrizione della Grecia" la tigre concludendo che la bestia che i greci chiamavano manticora non fosse altri che la tigre. I greci non tardarono a integrare il felino nella loro cultura e il dio Dioniso vide presto rimpiazzarsi il suo destriero, fino a quel momento un leopardo, con una tigre. Durante il medioevo, tuttavia, la tigre tornò ad essere un animale sconosciuto in Europa. A differenza del leone o dell'elefante, non si hanno notizie di tigri importate in Europa nei serragli dei nobili per cui il grande felino tornò a sprofondare nel mito. Lo dimostrano i disegni dei bestiari medievali che ritraggono la tigre con un manto maculato e mettono in risalto la sua grande velocità, cosa che fa pensare che gli autori si confondessero con i ghepardi che abitavano le stesse regioni in Persia. I bestiari, rifacendosi a Plinio il vecchio, raccontano la storia del cacciatore che per rapire i cuccioli di tigre getta un piccolo specchio per distrarre la mamma tigre che credeva di vedere il proprio cucciolo. Si tratta di un racconto di pura fantasia, non solo non si hanno notizie che un metodo simile sia mai stato usato per catturare le tigri ma probabilmente non funzionerebbe nemmeno dato che diversi test scientifici hanno dimostrato che le tigri, come altri animali, sono abbastanza intelligenti da riconoscere il proprio riflesso nello specchio (inoltre, come tutti i felini, le tigri si identificano soprattutto tramite l'odore e uno specchio non avrebbe l'odore di un cucciolo).

## Mitologia, leggenda e religione

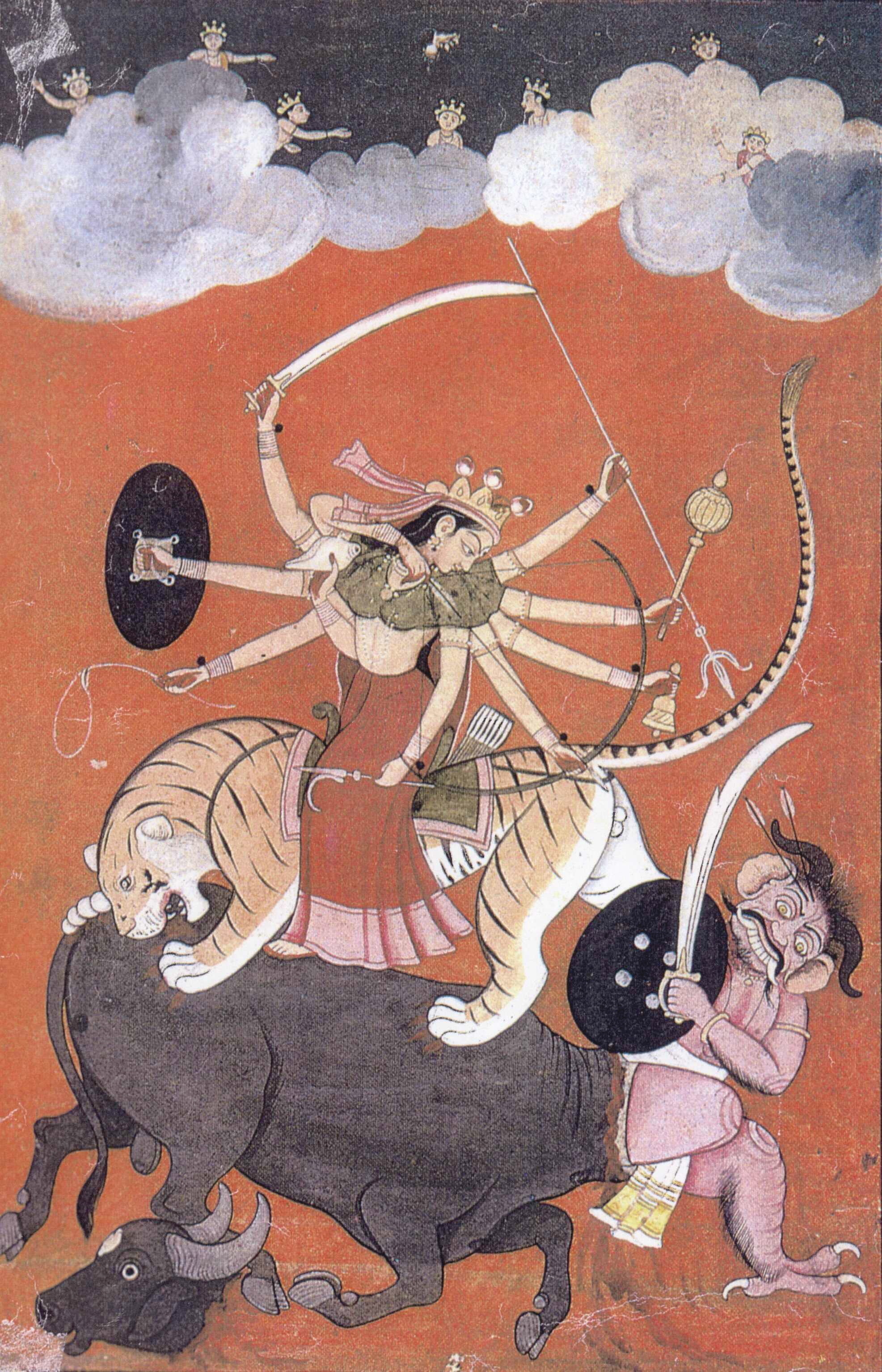
La dea Dourgâ che cavalca una tigre

La tigre occupa una posizione importante nella mitologia e nelle credenze in Asia. In particolare, nella religione induista, Siva, il dio della distruzione, è raffigurato con una pelle di una tigre. Mentre Durgā, dea dalle diciotto braccia, monta una tigre in combattimento.
In India, la tigre è il simbolo della regalità e del potere divino, mentre in tutta la penisola indocinese e nell'isola di Sumatra rappresenta il castigo divino.
Secondo l'antico calendario lunare cinese, la "Tigre (虎 Hu)" è uno dei 12 segni dell'astrologia cinese che rappresentano gli anni del calendario. È anche tradizionalmente una delle quattro grandi creature delle costellazioni cinesi, chiamata la Tigre Bianca dell'Ovest (西方白虎, Xī Fāng Bái Hǔ), ed è associata all'ovest e all'autunno.
L'importanza di questo animale per il popolo cinese, la si nota anche nel fatto che esso viene considerato il "Re degli animali", mentre nella cultura occidentale è solitamente il leone ad avere quel "titolo".
Vi sono anche molte leggende con protagonista la tigre, come quella del principe Sa Chui che sacrificò la sua vita per sfamare una tigre e i suoi cuccioli, facendosi divorare da essi. Oppure l'usanza di apporre immagini di tigri bianche all'interno delle abitazioni per tener lontani e proteggerle dai topi e dai serpenti.

## Araldica ed emblemi

L'emblema della Malaysia

La raffigurazione della tigre appare negli emblemi nazionali della Malaysia e di Singapore, ed è considerato l'animale simbolo di altri stati, tra cui la stessa Malaysia, l'India e il Bangladesh. Nel Bangladesh viene rappresentato il muso della tigre del Bengala su quasi tutte le banconote (Taka bengalese) e sulla moneta da 25 centesimi (poisha),  mentre in malesia viene incisa sulle braccia di tutte le armature dell'esercito.
La tigre di Tippu è un esempio dell'importanza che la tigre ha per il popolo indiano, trattasi di un particolare carillon, che raffigura una tigre che uccide un soldato inglese, chiaro simbolo della vittoria dei popoli indiani contro l'impero coloniale britannico.
Nel mondo moderno viene utilizzata a scopo pubblicitario e a rappresentazione dei marchi di molte multinazionali e non, come la tigre della Esso, nei cereali Frosties della Kellogg's, nel simbolo della casa automobilistica Malese Proton oppure in molti prodotti che ne usano il nome come il balsamo di tigre, il sistema operativo Mac OS X Tiger e ancora in moltissimi veicoli militari (elicotteri, aerei, carri armati).
Viene anche utilizzata come soprannome per indicare la forza o la ferocia di un personaggio o gruppo di persone, come Georges Clemenceau detto "il Tigre" o le Tigri Tamil (LTTE) gruppo militante nazionalista Tamil che ha condotto una violenta campagna secessionista contro il governo dello Sri Lanka dal 1970 o ancora per indicare un periodo particolarmente prosperoso come il boom economico, tra il 2001 e il 2003, in Irlanda, detto tigre celtica.

## Arte

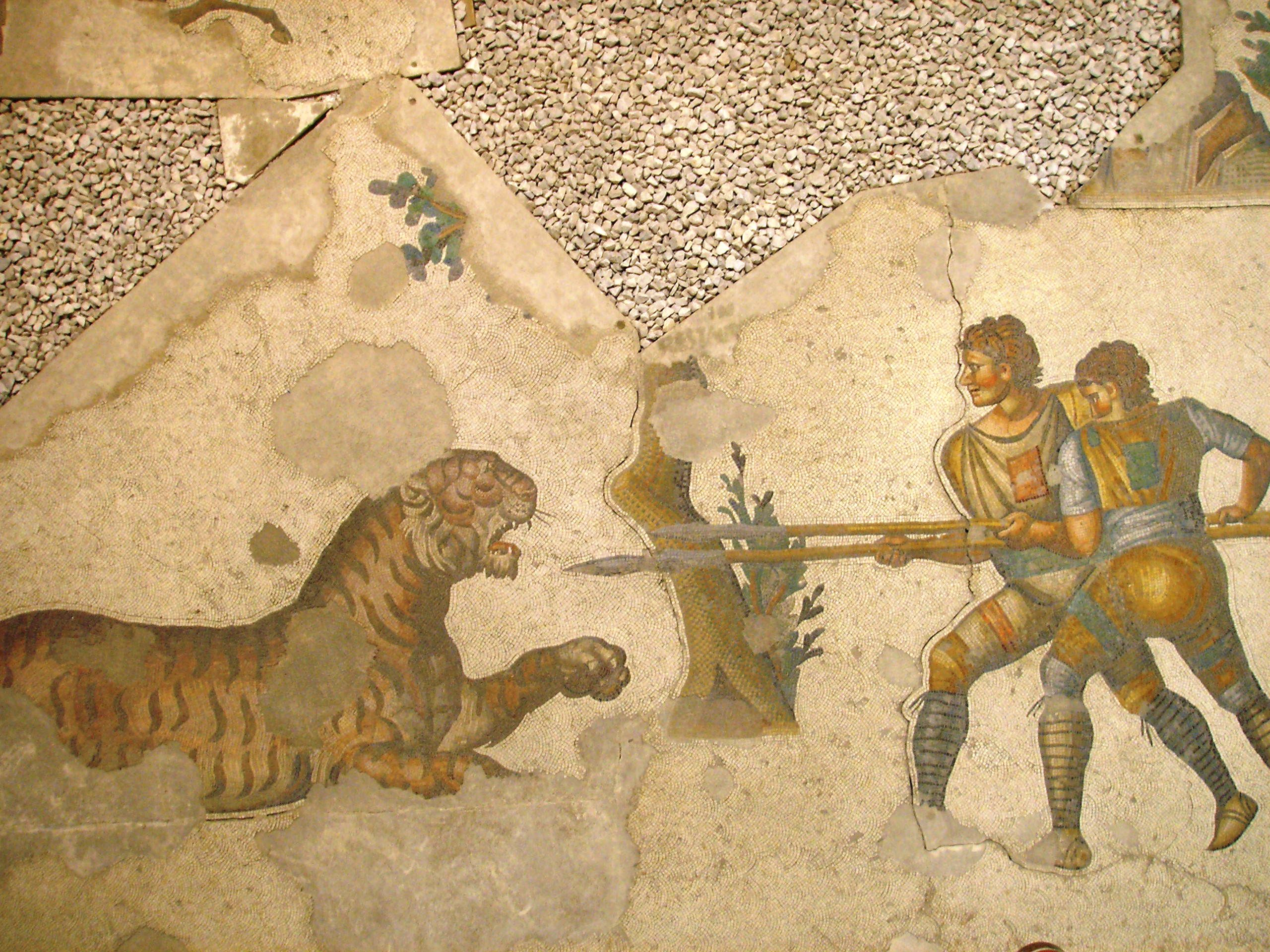
Mosaico del V secolo

Come il leone, anche la tigre è sempre stata un soggetto molto diffuso in tutte le forme di arte figurativa, nella pittura, nella scultura, in architettura, in letteratura, nella musica e nei Film.
Le prime rappresentazioni di tigre, giunte ai giorni nostri, sono i mosaici degli antichi romani ove il felino rappresentava un punto di riferimento durante le festività (Ludi Romani) nelle lotte dei circhi romani.
Un classico esempio di utilizzo come soggetto della tigre è il monumentale dipinto di Rubens la Caccia alla tigre, che ha ispirato successivamente molti altri pittori e le opere di Rousseau. L'animale è stato inoltre inserito nei dipinti di molti altri artisti come Delacroix, Charles Lapicque, Salvador Dalí e Géricault. Grazie alla presenza sul territorio la tigre è anche fortemente rappresentata nell'arte cinese, giapponese e indiana.

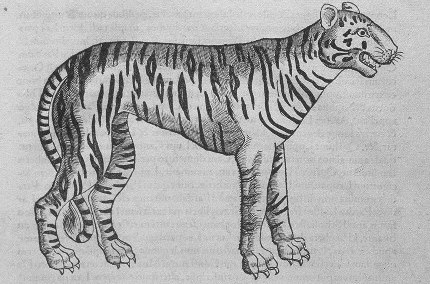
Rappresentazione di una tigre XVI secolo
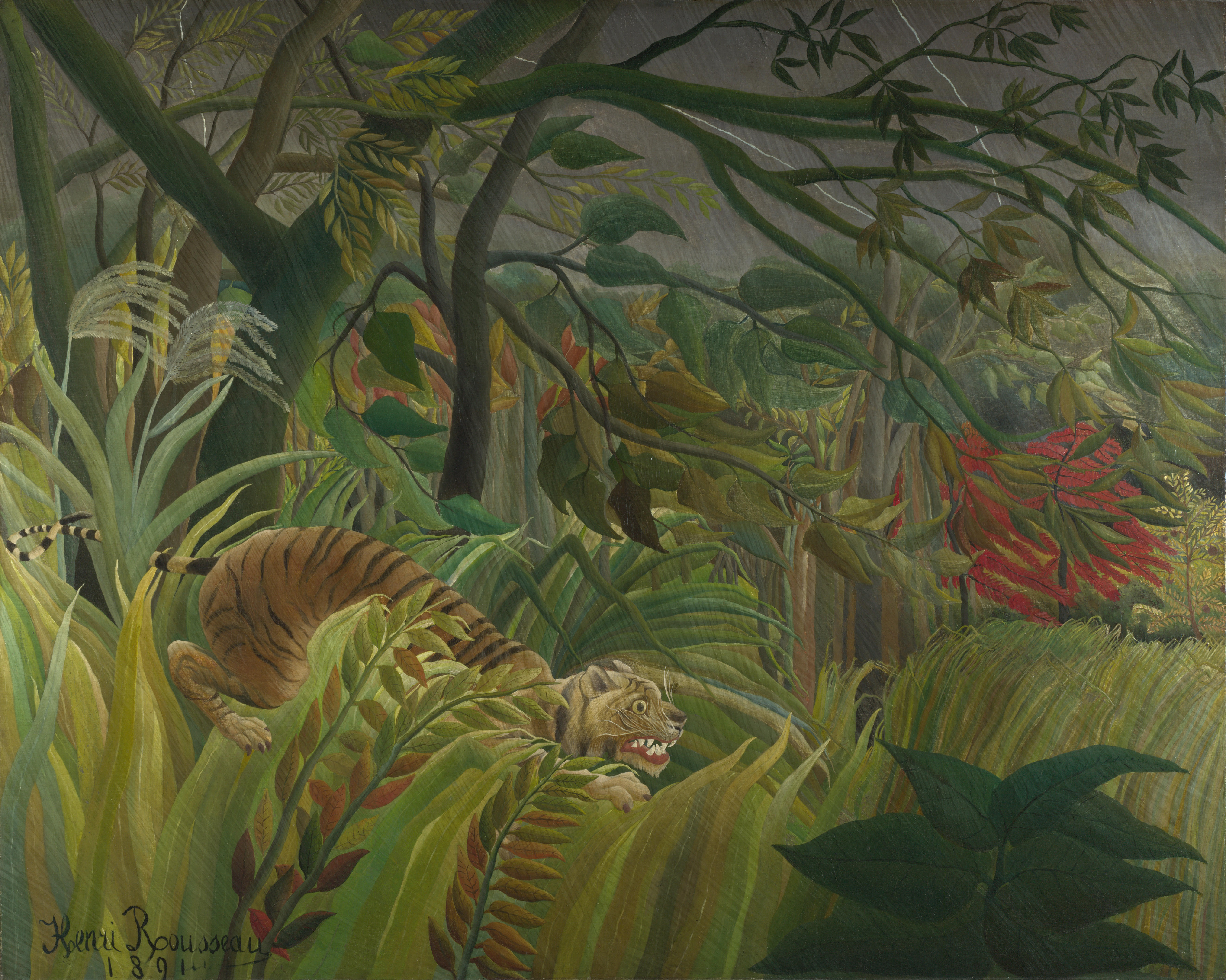
"Sorpresa!" di Henri Rousseau (1891)
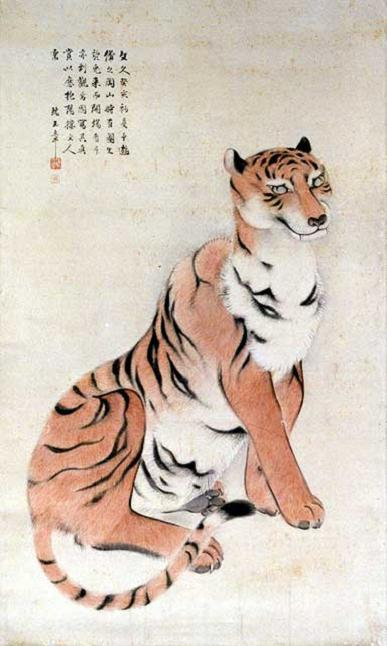
Bozza giapponese di una tigre
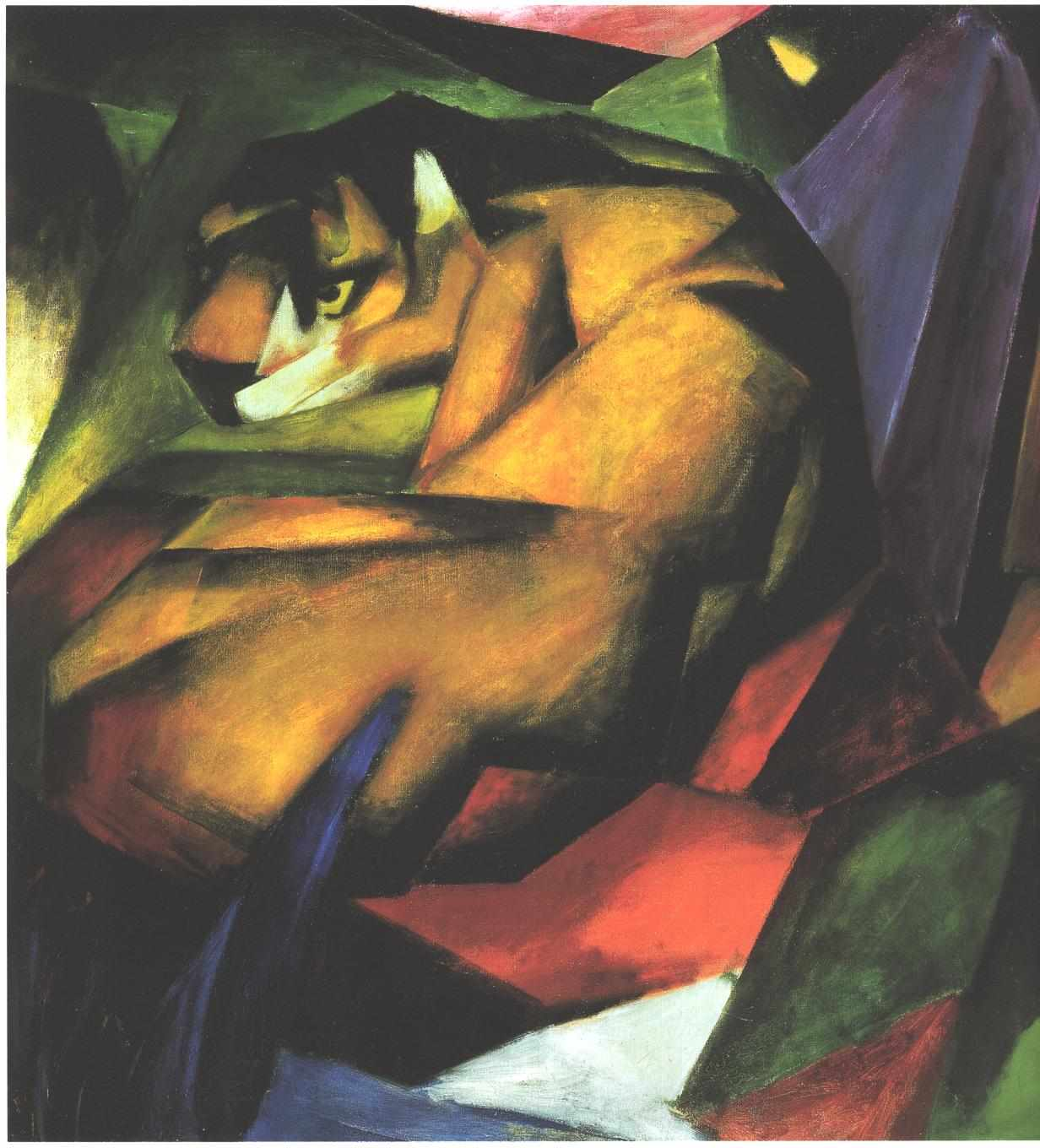
"Le tigre" di Franz Marc
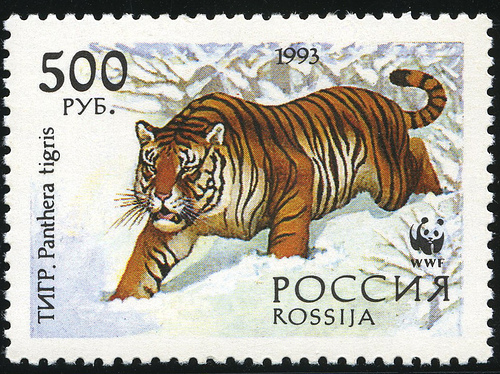
Tigre su di un francobollo russo
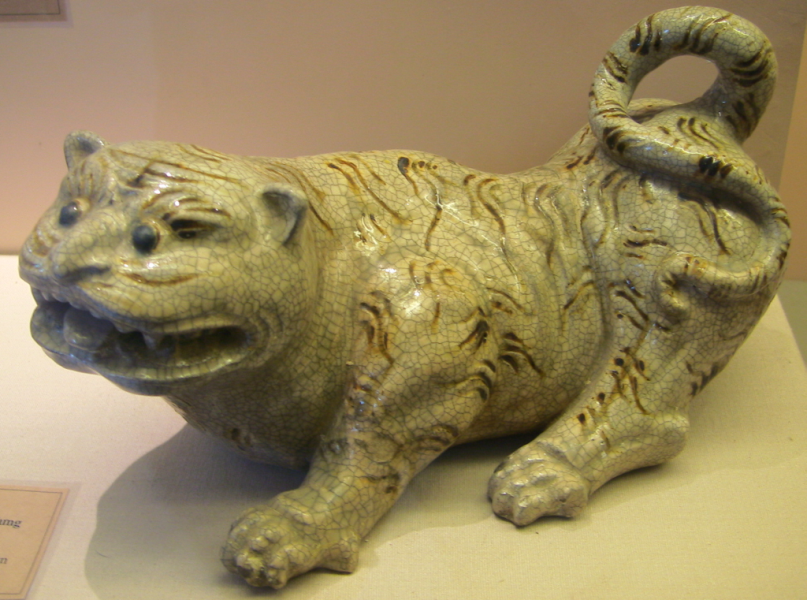
Statuetta ceramica vietnamita
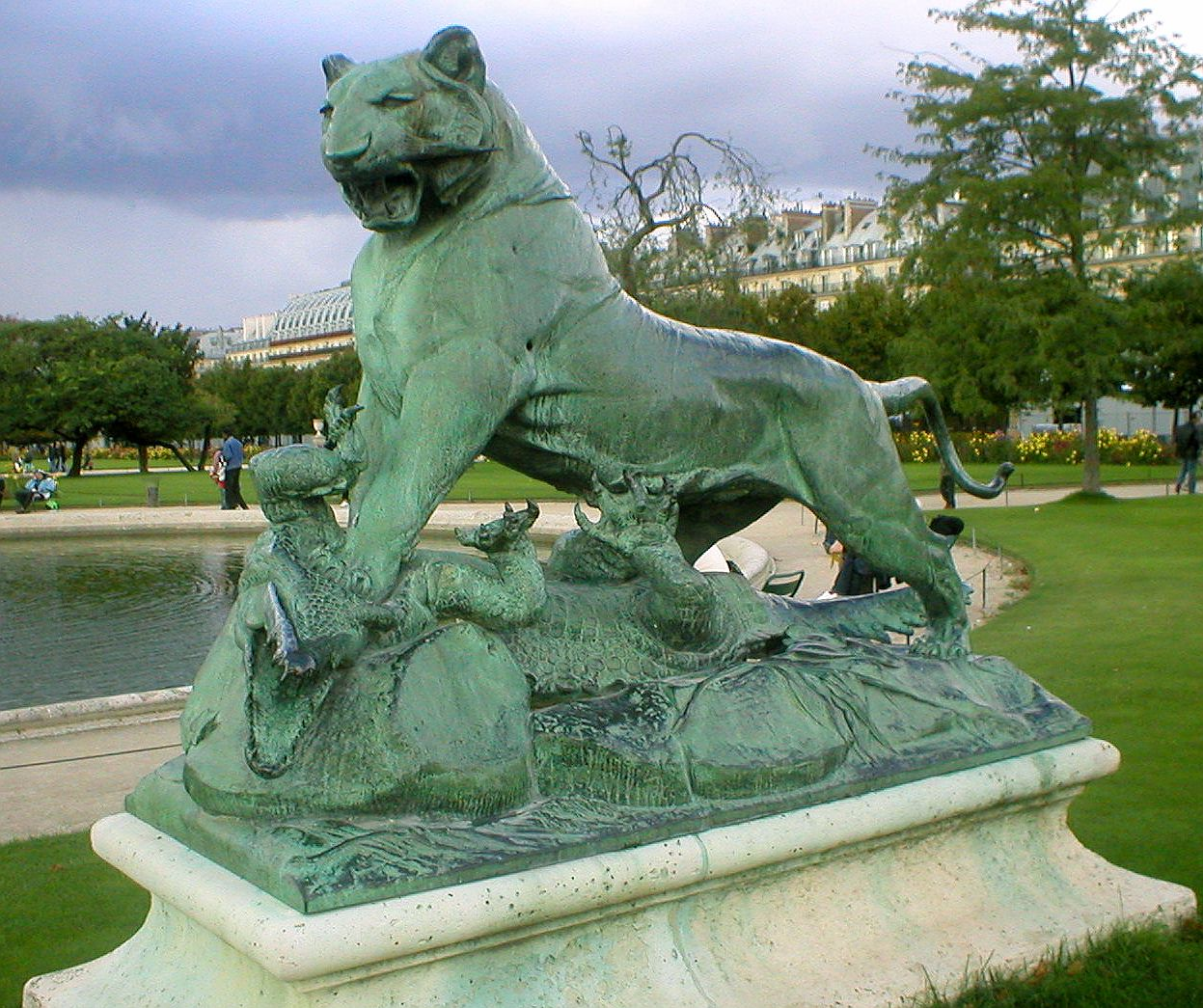
Statua in bronzo di Auguste Cain nei giardini delle Tuileries (Parigi)
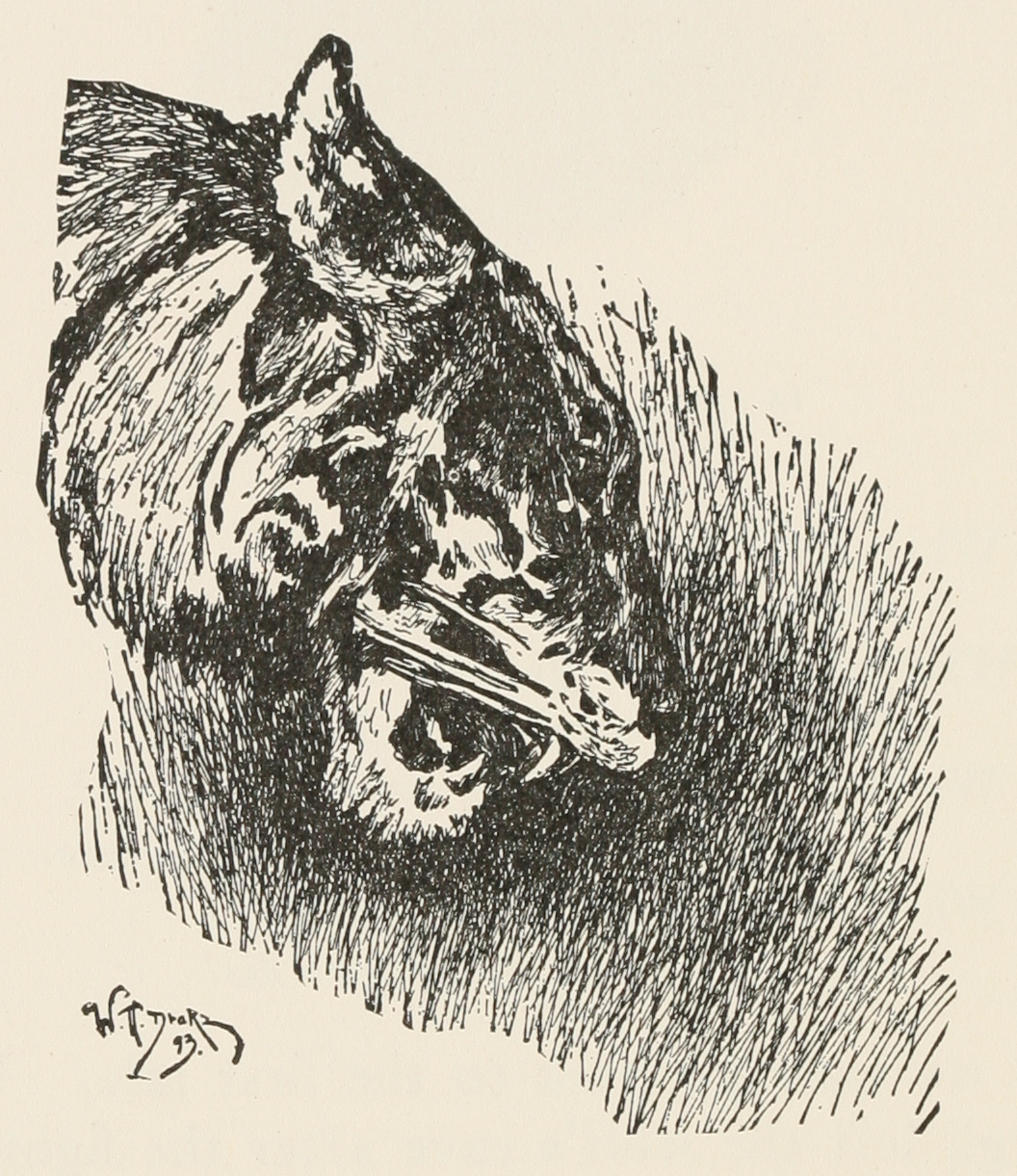
illustrazione di Shere Khan, antagonista di Mowgli

## Sport
La tigre viene spesso utilizzata come simbolo e mascotte in ambito sportivo:
- Hodori (stilizzazione di una Tigre dell'Amur) fu il nome della mascotte ufficiale dei Giochi della XXIV Olimpiade in Corea del Sud (Seul)[22].
- Compare nell'emblema di numerose associazioni sportive, come per la Nazionale di calcio della Corea del Sud (le Tigri Asiatiche) e in altre squadre di club, l'australiana Richmond Football Club, l'inglese Hull City Association Football Club, ed il Tigres de la Universidad Autónoma de Nuevo León, ma è presente in altri numerosi sport, ad esempio nel rugby con Leicester Tigers, nel Cricket per la Nazionale di cricket del Bangladesh e nel baseball con i Detroit Tigers oltre altri numerori sport;
- Viene anche utilizzata come nickname da alcuni atleti, come il pugile tedesco Dariusz Michalczewski e dello storico capitano della Nazionale di cricket dell'India, Mansoor Ali Khan Pataudi.

### Arti marziali
Nelle arti marziali, principalmente in quelle asiatiche (Arti marziali cinesi e Arti marziali giapponesi), la tigre è presente sotto forma di simbolo, ideologia e stili tecnici.
Nel 武术 Wushu (le arti marziali cinesi), la tigre simboleggia particolari tecniche e stili di combattimento, in particolare nello Xiangxingquan o stile imitativo, categoria di stili di arti marziali che riproduce i movimenti degli animali. Nella fattispecie troviamo: l'Huquan (虎拳, Pugilato della Tigre), Il Tanglonghushi (螳螂虎式, Tanglang Hu Shi, Stile della mantide religiosa e della tigre) e L'Heihuquan (黑虎拳, Pugilato della Tigre Nera).
Nel karate, la tigre è il simbolo di forza e coraggio, lasciato in eredità dal Maestro Gichin Funakoshi fondatore dello Stile Shotokan al gruppo Shotokai.

## Letteratura e cinema
La tigre come simbolo della sofferenza umana, contrapposta all'agnello come simbolo di innocenza e libertà, è il soggetto della celebre poesia The Tyger del poeta romantico inglese William Blake.
La tigre Shere Khan è l'antagonista principale del romanzo Il libro della giungla di Rudyard Kipling e dei film tratti da esso. 
Decisamente più amichevole e meno minacciosa è la caratterizzazione di Tigro, un tigrotto antropomorfo che compare nella serie di romanzi per ragazzi Winnie the Pooh di A. A. Milne e nelle opere da essa derivate. 
La tigre è inoltre protagonista in molteplici film, tra i quali Due Fratelli di Jean-Jacques Annaud e Vita di Pi di Ang Lee.

## Fumetto e animazione
La tigre assume un forte valore simbolico nel celebre manga e anime L'Uomo Tigre: il protagonista, l'orfano Naoto Date, desideroso di diventare forte e di risollevarsi da una vita di miserie, sceglie come emblema il possente felino e combattendo sui ring con una maschera di tigre e il nome d'arte di Uomo Tigre (Tiger Mask in originale). Tana Delle Tigri è anche il nome della terribile organizzazione criminale che addestra i combattenti di wrestling rendendoli feroci assassini, e i suoi tre dirigenti e il suo leader, ex lottatori ora in pensione indossano, come Naoto, delle maschere di tigre e si servono di nomi d'arte in tema (Re Tigre, Tigre Nera, Grossa Tigre e Grande Tigre).
Uno dei supereroi dei fumetti Marvel Comics, Tigra, ha le fattezze e i poteri di una tigre. 
Il personaggio di Hobbes nelle strisce a fumetti di Calvin & Hobbes è una tigre di pezza.